# Eyalato de Hüdavendigâr
El eyalato de Hüdavendigâr (en turco otomano: ایالت خداوندگار; Eyālet-i Ḥüdāvendigār‎) fue un eyalato del Imperio otomano. 

## Divisiones administrativas
El eyalato se subdividió en 8 sanjacados:
1. Sanjacado de Hüdavendigâr (Bursa)[4]
2. Sanjacado de Karahisar-i Sahip
3. Sanjacado de Kütahya
4. Sanjacado de Bilecik
5. Sanjacado de Biga
6. Sanjacado de Karesi
7. Sanjacado de Erdek
8. Sanjacado de Ayvalık